# Otto Addo
Pour les articles homonymes, voir Addo.
Otto Addo, né le 9 juin 1975 à Hambourg (Allemagne), est un ancien footballeur international ghanéen, reconverti en entraîneur.

## Carrière

### En équipe nationale
Addo a participé à la Coupe du monde 2006 avec l'équipe du Ghana.

## Palmarès
- Champion d'Allemagne : 2002
- Finaliste Coupe de l'UEFA : 2002